# Нигерия на летних Олимпийских играх 1964
Нигерия принимала участие в Летних Олимпийских играх 1964 года в Токио (Япония) в третий раз за свою историю. Сборную страны представляли 18 спортсменов (16 мужчин и 2 женщины) в 2 видах спорта (бокс и лёгкая атлетика). Ноджим Майегун выиграл первую олимпийскую медаль для Нигерии.

## Медалисты
| Медаль | Спортсмен      | Вид спорта | Дисциплина        |
| ------ | -------------- | ---------- | ----------------- |
| Бронза | Ноджим Майегун | Бокс       | Мужчины, до 71 кг |

## Результаты соревнований

### Бокс
| Категория | Спортсмены     | Первый раунд                      | Второй раунд               | 1/4 финала                     | 1/2 финала                 | Финал                | Итоговое место |
| Категория | Спортсмены     | Соперник Результат                | Соперник Результат         | Соперник Результат             | Соперник Результат         | Соперник Результат   | Итоговое место |
| --------- | -------------- | --------------------------------- | -------------------------- | ------------------------------ | -------------------------- | -------------------- | -------------- |
| до 54 кг  | Кариму Янг     | Чердчай Удомпайчиткул (THA) В 5:0 | Брунон Бендиг (POL) В 3:2  | Вашингтон Родригес (URU) П 1:4 | Завершил выступление       | Завершил выступление | 5              |
| до 57 кг  | Энтони Энде    | Бадави Эль-Бедеви (EGY) В RSC     | Тин Тун (BIR) П 1:4        | Завершил выступление           | Завершил выступление       | Завершил выступление | 9              |
| до 69 кг  | Сикуру Алими   | Гичере Гакунгу (KEN) В 3:2        | Мариан Каспшик (POL) П 0:5 | Завершил выступление           | Завершил выступление       | Завершил выступление | 9              |
| до 71 кг  | Ноджим Майегун | Не участвовал                     | Билл Робинсон (GBR) В RSC  | Том Богс (DEN) В RSC           | Жозеф Гонсалес (FRA) П 2:3 | Завершил выступление | 3              |

### Лёгкая атлетика

#### Мужчины
| 200 м           | Давид Эджоке                                                                | 21.4  | 4  | DNS                  | —                    | Завершил выступление  | Завершил выступление  |                      |                      |                      |                      |
| 110 м с/б       | Эдвард Акика                                                                | 14.7  | 7  | Завершил выступление | Завершил выступление | Завершил выступление  | Завершил выступление  |                      |                      |                      |                      |
| 110 м с/б       | Фолу Эринле                                                                 | 14.5  | 4  | Завершил выступление | Завершил выступление |                       |                       |                      |                      |                      |                      |
| 4×100 м         | Сидней Асиоду Фолу Эринле Джимми Омагбеми Лоуренс Окороафор Абдул Карим Аму | 40.4  | 5  | 40.1                 | 6                    | Завершили выступление | Завершили выступление |                      |                      |                      |                      |
| прыжки в длину  | Сандей Акпата                                                               | 7.34  | 16 |                      |                      | Завершил выступление  | Завершил выступление  | Завершил выступление | Завершил выступление | Завершил выступление | Завершил выступление |
| прыжки в длину  | Варибоко Уэст                                                               | 7.62  | 5  |                      |                      | 7.60                  | 4                     |                      |                      |                      |                      |
| тройной прыжок  | Джордж Оган                                                                 | 15.35 | 22 |                      |                      | Завершил выступление  | Завершил выступление  |                      |                      |                      |                      |
| тройной прыжок  | Кристиан Охири                                                              | 15.08 | 24 |                      |                      | Завершил выступление  | Завершил выступление  |                      |                      |                      |                      |
| прыжки в высоту | Самюэль Игун                                                                | 2.06  | 17 |                      |                      | 2.06                  | 15                    |                      |                      |                      |                      |

#### Женщины
| Дисциплина      | Спортсменка    | Предварительный раунд | Предварительный раунд | Полуфиналы            | Полуфиналы            | Финал                 | Финал                 |
| Дисциплина      | Спортсменка    | Результат             | Место                 | Результат             | Место                 | Результат             | Место                 |
| --------------- | -------------- | --------------------- | --------------------- | --------------------- | --------------------- | --------------------- | --------------------- |
| 100 м           | Кларис Аханоту | 11.8                  | 7                     | Завершила выступление | Завершила выступление | Завершила выступление | Завершила выступление |
| прыжки в высоту | Амелия Околи   | 1.65                  | 18                    |                       |                       | Завершила выступление | Завершила выступление |